# Anampses meleagrides
 Anampses meleagrides és una espècie de peix de la família dels làbrids i de l'ordre dels perciformes.

## Morfologia
Els mascles poden assolir els 22 cm de longitud total.

## Distribució geogràfica
Es troba des del Mar Roig i l'Àfrica oriental fins a Samoa, les Tuamotu i el sud del Japó.